# Vestre Aker
Vestre Aker er en administrativ bydel i Oslo. Den har 50.157 indbyggere (2020) og et areal på 16,6 km². Bydelen blev oprettet med bydelsreformen 1. januar 2004 og omfatter de tidligere bydele Vinderen og Røa.
Navnet Aker hendtyder til det ældste gårdsnavn i Oslo, der er fra den ældre jernalder.

## Områder
Bydel Vestre Aker omfatter blandt andet følgende områder: Holmenkollen, Voksenkollen, Røa, Slemdal, Ris og Vinderen.